# Marian Klopcic
Marian Klopcic (* 14. Januar 1992 in Ferlach) ist ein österreichischer Handballspieler.

## Karriere
Der gebürtige Ferlacher begann seine aktive Profi-Karriere 2009 bei A1 Bregenz. In seiner Jugend war der Linkshänder beim SC Ferlach im Einsatz, ehe er an A1 Bregenz verliehen wurde. Marian Klopcic war für die Bregenzer zunächst sowohl im HLA- als auch im U20-Kader aktiv. Mit Bregenz nahm er am EHF-Pokal 2009/10, 2010/11 und 2011/12 sowie am EHF Europa Pokal 2013/14 teil. Im Februar 2015 verlängerte Bregenz Handball den Vertrag des Außenspielers um zwei Jahre bis 2017. Der auslaufende Vertrag wurde bis zum Sommer 2020 verlängert. Im Mai 2020 gab der Verein bekannt, dass es Klopcic zurück nach Kärnten zieht. Der Aufenthalt war allerdings nur von kurzer Dauer, sodass der Rechtsaußen bereits in der Saison 2021/22 wieder im Aufgebot der Bregenzer stand. Nach der Saison 2022/23 stand Klopcic nicht mehr im Aufgebot der Bregenzer.
Klopcic steht im Kader der österreichischen Handballnationalmannschaft für die Handball-Weltmeisterschaft der Männer 2015. Bisher konnte er in 36 Spielen 28 Tore erzielen.

## Erfolge
- 1 × Österreichischer Meister: 2010 (mit A1 Bregenz)
- 1 × österreichischer Pokalsieger: 2022
- 1 × HLA-Supercup: 2022

## HLA-Bilanz
| Saison    | Verein           | Spielklasse | Tore | 7-Meter      | Feldtore |
| --------- | ---------------- | ----------- | ---- | ------------ | -------- |
| 2009/10   | Bregenz Handball | HLA         | 55   | 0/0          | 55       |
| 2010/11   | Bregenz Handball | HLA         | 69   | 4/5          | 65       |
| 2011/12   | Bregenz Handball | HLA         | 55   | 19/22        | 36       |
| 2012/13   | Bregenz Handball | HLA         | 66   | 13/17        | 53       |
| 2013/14   | Bregenz Handball | HLA         | 62   | 11/12        | 51       |
| 2014/15   | Bregenz Handball | HLA         | 78   | 0/1          | 78       |
| 2015/16   | Bregenz Handball | HLA         | 55   | 0/1          | 55       |
| 2016/17   | Bregenz Handball | HLA         | 84   | 0/0          | 84       |
| 2017/18   | Bregenz Handball | HLA         | 71   | 15/21        | 56       |
| 2018/19   | Bregenz Handball | HLA         | 49   | 0/0          | 49       |
| 2009–2019 | gesamt           | HLA         | 644  | 62/79 (79 %) | 582      |